# 1-800-273-8255
«1-800-273-8255» es una canción del rapero estadounidense Logic. Fue lanzado el 28 de abril de 2017, a través de Visionary Music Group y Def Jam Recordings, como el tercer sencillo de su tercer álbum de estudio Everybody. El nombre de la canción es el número de teléfono del National Suicide Prevention Lifeline (Línea Nacional de Prevención del Suicidio). Este tema, producido por Logic y 6ix, cuenta con las voces invitadas de los cantautores Alessia Cara y Khalid.

## Video musical
El video musical que acompaña la canción se estrenó el 17 de agosto de 2017 en el canal de Logic Vevo en YouTube. El video musical fue dirigido por Andy Hines y se centra en un joven que lucha con sentirse aceptado debido a su sexualidad. El video presenta apariciones de Coy Stewart, Nolan Gould, Don Cheadle, Luis Guzmán y Matthew Modine.
En julio de 2018, este video fue nominado a dos premios MTV Video Music Awards.

## Impacto
Según el National Suicide Prevention Lifeline (NSPL), en las tres semanas posteriores al lanzamiento del sencillo, las llamadas dirigidas al NSPL aumentaron un 27%, mientras que las visitas a su sitio web aumentaron de 300,000 en los siguientes meses.
La directora de comunicaciones de Lifeline Frances González informó que, luego de la noche de los MTV Video Music Awards de 2017, la NSPL experimentó un aumento del 50% en el número de llamadas a su línea directa. Esto fue reportado como resultado de la ejecución de la canción por Logic, Alessia y Khalid durante el espectáculo, así como por el discurso de la artista y activista Kesha, quien tuvo la tarea de presentar a los artistas.

## Remix
Un remix en español con el cantante colombiano Juanes fue lanzado el 13 de octubre de 2017.

## Posicionamiento en listas
| Listas (2017)                             | Mejor posición |
| ----------------------------------------- | -------------- |
| Alemania (Media Control AG)               | 45             |
| Australia (ARIA)                          | 5              |
| Australia Urban (ARIA)                    | 1              |
| Austria (Ö3 Austria Top 40)               | 42             |
| Bélgica (Flandes) (Ultratop 50)           | 40             |
| Bélgica (Flandes) (Ultratop Urban)        | 19             |
| Bélgica (Valonia) (Ultratop 50)           | 17             |
| Canadá (Canadian Hot 100)                 | 6              |
| República Checa (Singles Digitál Top 100) | 17             |
| Dinamarca (Tracklisten)                   | 2              |
| Estados Unidos (Billboard Hot 100)        | 3              |
| Estados Unidos (Adult Contemporary)       | 26             |
| Estados Unidos (Adult Top 40)             | 23             |
| Estados Unidos (Hot R&B/Hip-Hop Songs)    | 2              |
| Estados Unidos (Mainstream Top 40)        | 3              |
| Finlandia (OFC)                           | 15             |
| Francia (SNEP)                            | 151            |
| Hungría (Stream Top 40)                   | 26             |
| Irlanda (IRMA)                            | 9              |
| Italia (FIMI)                             | 65             |
| Letonia (Latvijas Top 40)                 | 36             |
| Malasia (RIM)                             | 19             |
| Países Bajos (Dutch Top 40)               | 23             |
| Países Bajos (Mega Single Top 100)        | 23             |
| Nueva Zelanda (Recorded Music NZ)         | 6              |
| Noruega (VG-lista)                        | 8              |
| Filipinas (Philippine Hot 100)            | 47             |
| Portugal (AFP)                            | 6              |
| Escocia (Scottish Singles Sales Chart)    | 20             |
| Eslovaquia (Singles Digitál Top 100)      | 20             |
| España (PROMUSICAE)                       | 93             |
| Suecia (Sverigetopplistan)                | 4              |
| Suiza (Schweizer Hitparade)               | 50             |
| Reino Unido (UK Singles Chart)            | 9              |